# Easy Mind System

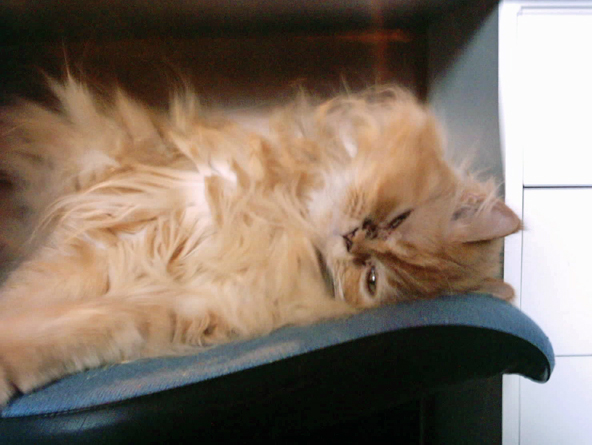
Denna rödtabby-perser med orangefärgade ögon har EMS-koden "PER d 22 62"

Easy Mind System är ett system för att sortera katter efter ras, färg, mönster och teckning. Genom att kombinera siffror och bokstäver till en så kallad EMS-kod ska det enkelt gå att utläsa hur katten ser ut.

## Ras
- ABY - abessinier
- ACL - american curl, långhår
- ACS - american curl, korthår
- BAL - balines
- BEN - bengal
- BML - burmilla
- BRI - brittiskt korthår
- BUR - burma
- CHA - chartreux
- CRX - cornish rex
- CYM - cymric
- DRX - devon rex
- DSP - don sphynx
- EUR - europé
- EXO - exotic
- GRX - german rex
- JBT - japanese bobtail
- KBL - kurilean bobtail långhår
- KBS - kurilean bobtail korthår
- KOR - korat
- MAN - manx
- MAU - egyptisk mau
- MCO - maine coon
- NFO - norsk skogkatt
- OCI - ocicat
- OLH - orientaliskt långhår
- OSH - orientaliskt korthår
- PEB - peterbald
- PER - perser
- RAG - ragdoll
- RUS - russian blue
- SBI - helig birma
- SIA - siames
- SIB - sibirisk katt
- SNO - snowshoe
- SOK - sokoke
- SOM - somali
- SPH - sphynx
- SYL - seychellois långhår
- SYS - seychellois korthår
- TUA - turkisk angora
- TUV - turkisk van

## Färg
- n - svart, brun, vilt
- a - blå
- b - choklad
- c - lila
- d - röd
- e - creme
- f - svart- eller brunsköldpadd
- g - blåsköldpadd
- h - chokladsköldpadd
- j - lilasköldpadd
- o - sorrel (kanel)
- p - fawn (beige)
- q - sorrelsköldpadd
- r - fawnsköldpadd
- s - silver
- w - vit
- y - golden
- m - dilute modifier
- x - ej godkänd färg

- nt - amber (endast NFO)
- at - light amber (endast NFO)

## Teckning

### Vitfläck
- 01 - van
- 02 - harlekin
- 03 - bicolor
- 04 - mitted
- 05 - snowshoe
- 09 - ospecificerad mängd vitt

### Pälsmönster
- 11 - shaded
- 12 - shell
- 21 - agouti - ospecificerat mönster
- 22 - tabby
- 23 - tigré
- 24 - spotted
- 25 - tickad

### Maskning / färg på kroppen
- 31 - burma
- 32 - tonkanes
- 33 - siames

### Ögonfärg
- 61 - blå
- 62 - orange
- 63 - oddeye
- 64 - grön
- 65 - burma
- 66 - tonkanes
- 67 - siames